# 川村一明
川村 一明（かわむら かずあき、1962年5月4日 - ）は、新潟県出身の元プロ野球選手（投手）。現役時代のニックネームは「ハッカイ」（西遊記の猪八戒から）。

## 来歴・人物
松商学園高等学校では1979年、2年生の時に夏の甲子園に出場。2回戦（初戦）で池田高に敗退。
1980年夏の甲子園にも連続出場。1回戦で高知商に0-2で敗れたが、高知商のエース中西清起と互角の投手戦を展開し注目される。
1980年のドラフト会議で阪急ブレーブスの1位指名を受けたが拒否している。なおこの年、日本ハムファイターズから1位指名を受けた高山郁夫、読売ジャイアンツから4位指名を受けた瀬戸山満年も入団を拒否、3名ともプリンスホテルに進んでいる。
1983年にはエースとして都市対抗に出場するが、1回戦で日本生命に惜敗。
同年のドラフト4位で西武に指名され入団。
1984年に初勝利、この年はアメリカの1A・サンノゼ・ビーズに野球留学もしている。
1985年には3勝をあげた。
1989年には11勝を挙げてイースタンリーグの最多勝利投手となるが、層の厚い一軍投手陣に割って入ることはできなかった。
1990年シーズン途中でヤクルトに金銭トレードで移籍。ヤクルトでは主に中継ぎとして起用され、同年は30試合に登板した。
1991年は2試合のみの登板に終わり、この年限りで引退した。オーバースローから、スライダー、カーブ、シュートを武器とした。
2010年現在は長野県安曇野市在住で、スポーツDEPOに勤務している。

## 詳細情報

### 年度別投手成績
| 年 度    | 球 団    | 登 板 | 先 発 | 完 投 | 完 封 | 無 四 球 | 勝 利 | 敗 戦 | セ 丨 ブ | ホ 丨 ル ド | 勝 率 | 打 者 | 投 球 回 | 被 安 打 | 被 本 塁 打 | 与 四 球 | 敬 遠 | 与 死 球 | 奪 三 振 | 暴 投 | ボ 丨 ク | 失 点 | 自 責 点 | 防 御 率 | W H I P |
| -------- | -------- | ----- | ----- | ----- | ----- | -------- | ----- | ----- | -------- | ----------- | ----- | ----- | -------- | -------- | ----------- | -------- | ----- | -------- | -------- | ----- | -------- | ----- | -------- | -------- | ------- |
| 1984     | 西武     | 12    | 0     | 0     | 0     | 0        | 1     | 0     | 0        | --          | 1.000 | 131   | 31.2     | 32       | 6           | 7        | 0     | 0        | 27       | 0     | 0        | 19    | 15       | 4.26     | 1.23    |
| 1985     | 西武     | 13    | 1     | 0     | 0     | 0        | 3     | 1     | 0        | --          | .750  | 142   | 30.2     | 33       | 6           | 15       | 0     | 1        | 16       | 0     | 1        | 20    | 18       | 5.28     | 1.57    |
| 1987     | 西武     | 2     | 0     | 0     | 0     | 0        | 0     | 0     | 0        | --          | ----  | 9     | 2.0      | 2        | 1           | 1        | 0     | 0        | 2        | 0     | 0        | 3     | 1        | 4.50     | 1.50    |
| 1989     | 西武     | 2     | 0     | 0     | 0     | 0        | 0     | 0     | 0        | --          | ----  | 9     | 2.0      | 3        | 1           | 0        | 0     | 0        | 1        | 0     | 0        | 3     | 3        | 13.50    | 1.50    |
| 1990     | ヤクルト | 30    | 1     | 0     | 0     | 0        | 3     | 4     | 1        | --          | .429  | 198   | 46.1     | 41       | 6           | 21       | 2     | 1        | 40       | 1     | 0        | 26    | 26       | 5.05     | 1.34    |
| 1991     | ヤクルト | 2     | 0     | 0     | 0     | 0        | 0     | 0     | 0        | --          | ----  | 11    | 2.1      | 3        | 0           | 1        | 0     | 0        | 0        | 0     | 0        | 2     | 2        | 7.71     | 1.71    |
| 通算:6年 | 通算:6年 | 61    | 2     | 0     | 0     | 0        | 7     | 5     | 1        | --          | .583  | 500   | 115.0    | 114      | 20          | 45       | 2     | 2        | 86       | 1     | 1        | 73    | 65       | 5.09     | 1.38    |

### 記録
- 初登板：1984年7月31日、対南海ホークス19回戦（大阪球場）、2回裏に救援登板、5回1/3を2失点
- 初勝利：1984年8月8日、対近鉄バファローズ19回戦（西武球場）、2回表に救援登板、5回4失点
- 初先発：1985年5月17日、対阪急ブレーブス7回戦（西武球場）、1回1失点
- 初セーブ：1990年9月4日、対広島東洋カープ19回戦（神宮球場）、9回表2死から救援登板、1/3回無失点・完了

### 背番号
- 53 （1984年 - 1990年途中）
- 50 （1990年途中 - 1991年）